# Matteo Zuppi
Matteo Maria Zuppi (n. 11 octombrie 1955, Roma, Italia) este un preot italian, din 2015 arhiepiscop de Bologna. Papa Francisc l-a ridicat în anul 2019 la demnitatea de cardinal.
Biserica sa titulară din Roma este Chiesa di Sant'Egidio⁠(it)[traduceți].

## Eforturi diplomatice
În perioada 28 iunie-30 iunie 2023 a efectuat o misiune de pace la Moscova, ocazie cu care s-a rugat în fața Maicii Domnului din Vladimir și a celebrat liturghia de Sfinții Apostoli Petru și Pavel în Catedrala catolică din Moscova.
În perioada 17 iulie-19 iulie 2023 a efectuat o călătorie diplomatică la Washington DC.